# Ein starkes Team: Beste Freunde
Beste Freunde ist ein deutscher Fernsehfilm von Thorsten Näter aus dem Jahr 2015. Es handelt sich um die 62. Folge der Krimiserie Ein starkes Team mit Maja Maranow und Florian Martens in den Hauptrollen.

## Handlung
Eine Joggerin, die mit ihrem Hund im Wald unterwegs ist, findet eine halb verweste Leiche. Kriminalhauptkommissarin Verena Berthold und Kollege Otto Garber ermitteln in diesem Fall unter Beobachtung einer Journalistin, die im Auftrag der Presseabteilung über die Arbeit der Polizei berichten soll. Während die beiden Kommissare wenig Begeisterung zeigen, steht Ermittler Ben Kolberg der attraktiven Tanja Bender sehr aufgeschlossen gegenüber.
Nach ersten Recherchen handelt es sich bei dem Opfer um Max Keller, der als Berater einer Privatbank gearbeitet hat. Zunächst wird Kellers Familie verdächtigt, da er weder seine Frau noch die Kinder gut behandelt hat. Doch schon bald deutet vieles auf einen Zusammenhang mit seinem Tätigkeitsfeld als Berater hin, Hauptkunde war das Bankhaus Hamacher. Verena Berthold befragt den Juniorchef Justus Hamacher und erfährt, dass Keller für ihn Marktanalysen angefertigt hat, um das Unternehmen auf junge, vielversprechende Firmen aufmerksam zu machen, bei denen sich eine Finanzierung rentabel gestalten würde. Keller war aber auch ein alter Schulfreund und Hamacher räumt ein, auch aus dieser alten Freundschaft heraus den Beratervertrag an ihn vergeben zu haben. 
Berthold hat allerdings Zweifel, dass die Freundschaft der einzige Grund war, um Keller jahrelang so gut zu bezahlen. Sie vermutet eine Erpressung und auch ihre beiden Kollegen tendieren aufgrund ihrer Ermittlungsergebnisse in diese Richtung. Auf der Suche nach Beweisen für ihre Theorie werden sie offensichtlich von Tanja Bender sabotiert. Als Berthold dahinterkommt, wird die Journalistin in Haft genommen. Die Kommissarin findet ferner heraus, dass die von ihr vermutete Erpressung mit zwei Todesfällen zusammenhängt, die sich im Freundeskreis von Hamacher und Keller vor Jahren ereignet haben. Eines der Opfer war im Drogenrausch auf einer Party zu Tode gekommen. Zwei Jahre später brachte sich dessen Freund Marco Bender um. Damit haben die Ermittler endlich den Rückschluss zu Tanja Benders Motiv und der von ihr initiierten Vernichtung von Beweisen. Sie leugnet allerdings jegliche Beteiligung an einem Mordkomplott. Sie wollte lediglich verhindern, dass im Rahmen der Ermittlungen zum Tod von Max Keller etwas von den Erpressungen zu Tage kommt, von denen auch ihr Bruder betroffen war.
Nachdem der Polizei Kellers Filmmaterial über die Vorgänge auf der damaligen Party in die Hände fällt, gerät Justus Hamacher unter Verdacht, den Erpresser Max Keller getötet zu haben. Beim Verhör gibt er zu, am Tod der Schulfreundin mitschuldig zu sein, ebenso wie alle, die dabei waren. Marco Bender konnte mit dieser Schuld nicht weiterleben und brachte sich deshalb um. Er selbst habe versucht, sein Gewissen mit den Zahlungen an Keller zu beruhigen, was jedoch nur mäßig funktioniert habe. Umgebracht habe er ihn nicht. Da aber alles gegen ihn spricht und er festgenommen wird, legt nun sein Vater ein Geständnis ab. Er habe von der nicht endenden Erpressung erfahren und wollte Keller zur Rede stellen. Der Streit sei eskaliert, nachdem Keller seinen Sohn infam beleidigt habe.

## Hintergrund
Beste Freunde wurde in Berlin gedreht und am 23. Mai 2015 um 20:15 Uhr im ZDF erstausgestrahlt.
Sputnik, dessen Rolle als Geschäftsmann in der Serie als ein Running Gag angelegt ist, eröffnet in dieser Folge eine Alibi-Agentur („A.F.S.U.I.“ -Alibis für Sie und Ihn), mit dem Ziel Ehen zu retten und Freundschaften zu pflegen.

## Rezeption

### Einschaltquoten
Die Erstausstrahlung von Beste Freunde am 23. Mai 2015 im ZDF verfolgten 6,70 Millionen Zuschauer, dies entsprach Marktanteilen von 23,5 Prozent.

### Kritiken
Tilmann P. Gangloff urteilte auf Tittelbach.tv: „‚Beste Freunde‘ ist allenfalls durchschnittlich: Ein Familienvater hat seine vermeintlichen Freunde erpresst; nun ist er tot, doch die Erpressungen gehen weiter. Die Inszenierung ist schematisch, Informationen werden fast nur über die Dialoge vermittelt, und für Spannung sorgt allein die Filmmusik von Axel Donner.“ „Eine ganz gewöhnliche Krimigeschichte also, die immerhin mit zunehmender Dauer interessanter wird, obwohl Näters Inszenierung, wohlwollend formuliert, völlig unaufgeregt ist; selbst wenn Kameramann Achim Hasse einige Male für ein interessantes Licht gesorgt hat.“
Die Kritiker der Fernsehzeitschrift TV Spielfilm vergeben die beste Wertung (Daumen nach oben) und meinen: „Routinierte Krimiware ohne große Höhepunkte, aber mit einem zeitlosen Plot, der ein, zwei nette Haken schlägt, mit genügend Atmo und recht gut funktionierenden Figuren.“ Fazit: „Als Kriminostalgie aus der Gegenwart voll o. k.“
Bei krimikiosk.blogspot.de stellte Liane Liebenrath fest: „Wird man in Glück oder Unglück hineingeboren? Diese Folge mit Verena und Otto ist wieder ein echter Fernsehkrimi. Einige Verdächtige, eine gute Story, nette Ablenkungen nebenbei und Sputnik mit einer sehr kreativen, neuen Geschäftsidee fehlt auch nicht.“